# Huis Schuylenburch

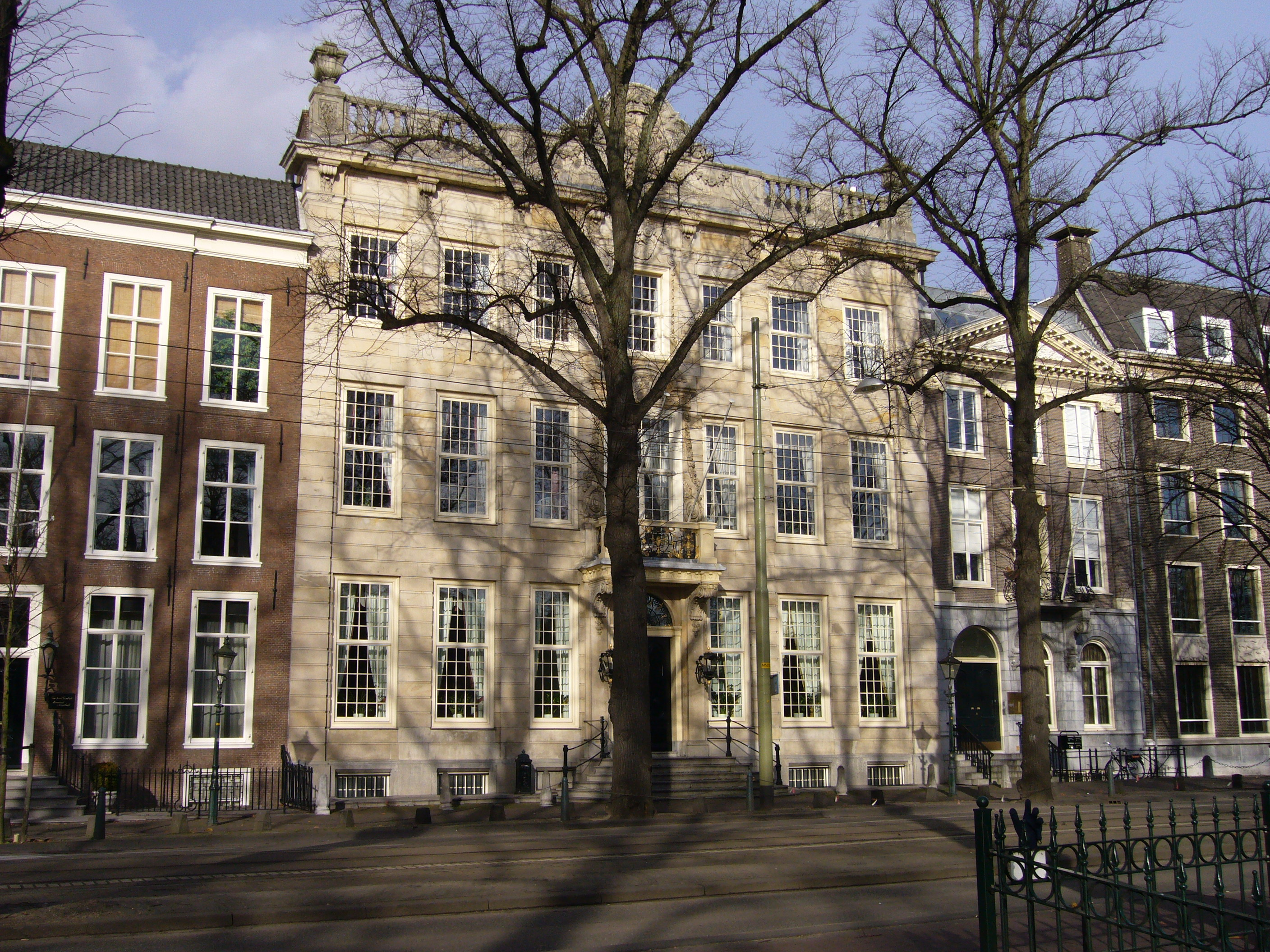
Huis Schuylenburch

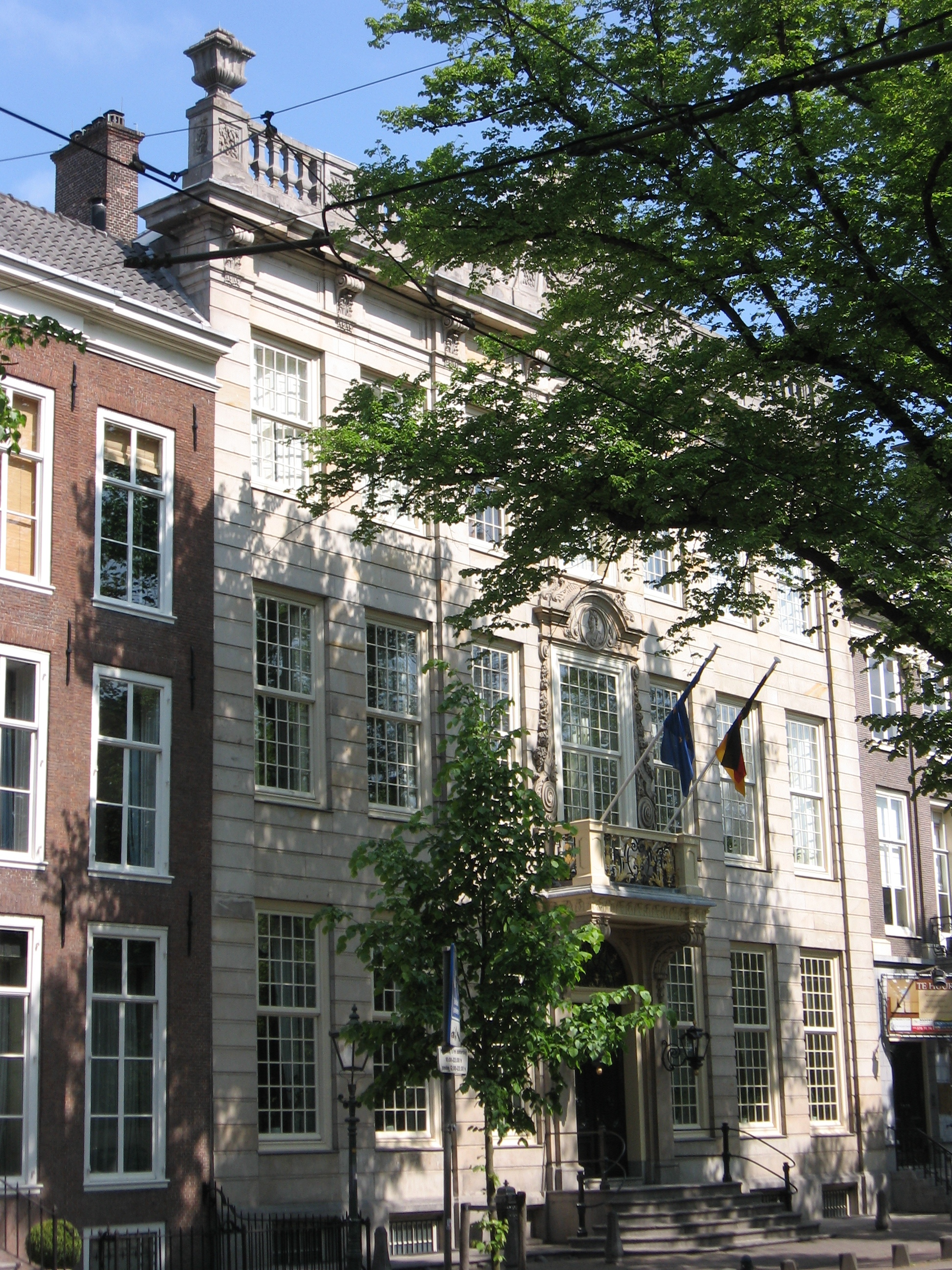
Huis Schuylenburch

Huis Schuylenburch ist ein Barockpalais an der Straße Lange Vijverberg in Den Haag und seit 1885 Residenz des Deutschen Botschafters in den Niederlanden.
Das niederländische Denkmalschutzamt (Rijksdienst voor het Cultureel Erfgoed) zählt das Gebäude zu den 100 wichtigsten niederländischen Kulturdenkmalen.

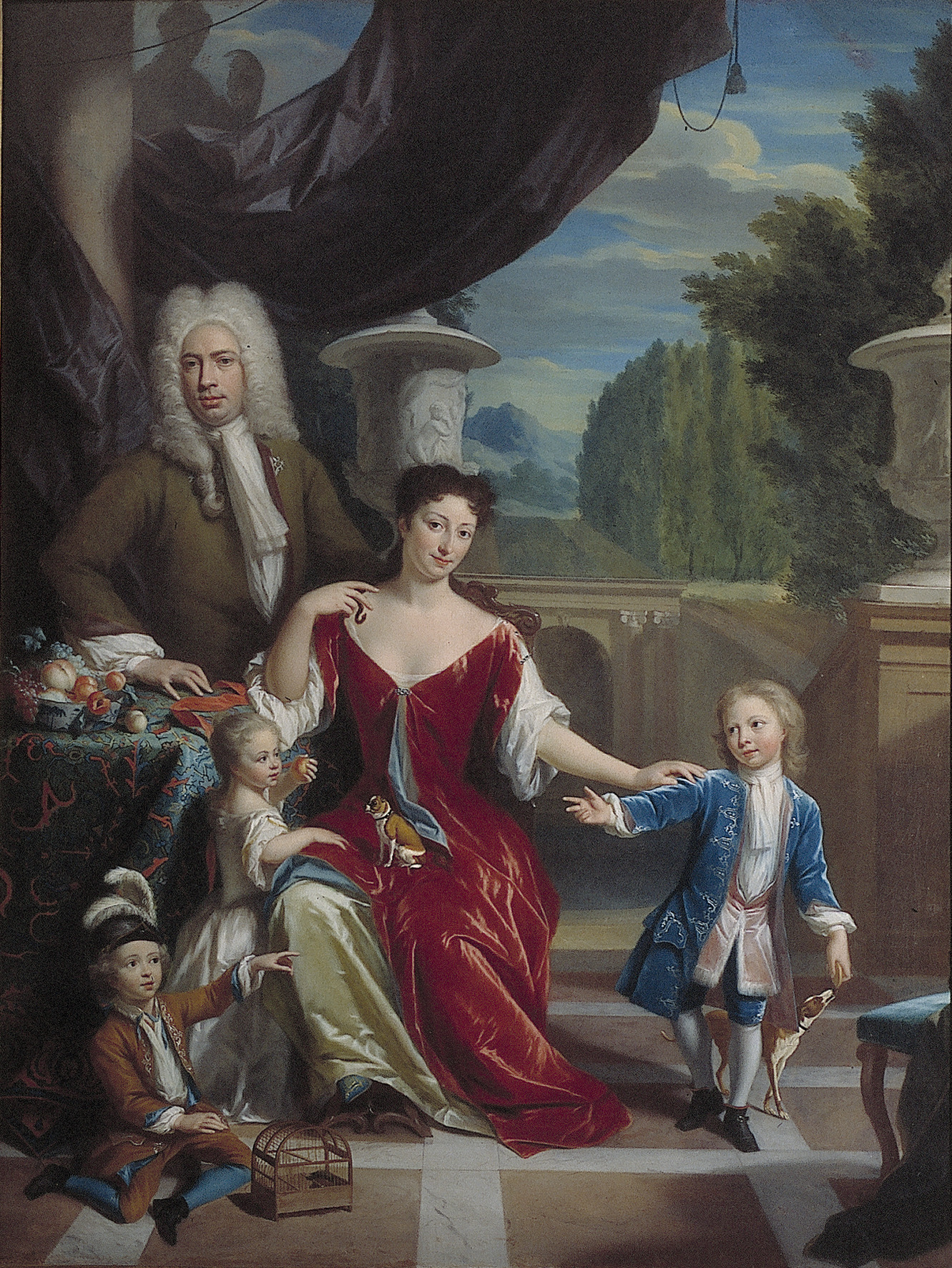
Philip van Dijk: Cornelis van Schuylenburch mit seiner Ehefrau und drei Kindern, Öl auf Leinwand 1724.

## Gebäude
Die Straßenseite des barocken Sandsteingebäudes mit Blick auf den Schlossweiher und den Binnenhof ist auffällig symmetrisch. Das Bauwerk hat über dem Sockelgeschoss drei Etagen.
Die Schaufassade weist sieben Achsen auf, von denen die mittlere besonders betont und verziert ist. In der Mittelachse führt eine Freitreppe über das Sockelgeschoss zum zweiflügligen Eingangsportal im Erdgeschoss. Darüber befindet sich in der Beletage ein zentraler Balkon und im zweiten Obergeschoss ein leicht verbreitertes Fenster. In allen drei Stockwerken befinden sich links und rechts der Mittelachse je drei rechteckige Fenster. Das erste Geschoss ist das höchste, das zweite ist etwas niedriger, das dritte am niedrigsten. Über dem dritten Geschoss wird das Bauwerk durch eine Balustrade abgeschlossen, die im Zentrum erhöht ist und im Giebelfeld ein Wappen der Familie Schuylenburch enthält. Das Walmdach des Gebäudes und die achtseitige Laterne mit großen Fenstern auf dem Dach sind von der Straße nicht zu sehen, sondern durch die Balustrade verdeckt. Im Innern hat sich die bedeutende Ausstattung aus dem 18. Jahrhundert erhalten.

## Geschichte
Der Bau wurde von dem Architekten Daniel Marot entworfen und von 1715 bis 1721 von Felix du Sart ausgeführt. Auftraggeber war der wohlhabende Patrizier Cornelis van Schuylenburch (1683–1763), nach dem das Gebäude benannt wurde.
1888 kaufte das Deutsche Reich das Haus für 75.000 Gulden von der Familie Schuylenburch. Nach Ende des Zweiten Weltkriegs wurde es vom niederländischen Marineministerium genutzt. Nach Einigung über die Aufnahme diplomatischer Beziehungen wurde es an die Bundesrepublik Deutschland zurückgegeben.
Von 1964 bis 1968 wurde der ursprüngliche Zustand des Hauses für 3,5 Millionen DM unter Mitwirkung des Rijksdienst voor de Monumentenzorg weitgehend wiederhergestellt.